# Гысин, Александр Алексеевич
Александр Алексеевич Гысин (6 августа 1949, СССР — 16 марта 1993) — советский хоккеист, вратарь. Мастер спорта.
Воспитанник детско-юношеской спортивной школы «Спартак» (Москва). Выступал за московский «Спартак» (1966—1971), в 1971—1972 гг. был в заявке киевского «Динамо». Всего в чемпионатах Советского Союза провёл 34 матча.

## Достижения
- Чемпион СССР — 1969[1].
- Серебряный призёр чемпионата СССР — 1970[1].
- Обладатель Кубка СССР — 1970[1].